# Dexter Lyons
Dexter Dewayne Lyons (25 de octubre de 1981), más conocido como Lyons, es un baloncestista estadounidense que actualmente juega en la posición de escolta.